# Édgar Robles
Edgar Robles (San Lorenzo; Paraguay, 22 de noviembre de 1977-28 de diciembre de 2016) fue un futbolista paraguayo. Se desempeñaba en el puesto de mediocampista.  Al deportista le diagnosticaron cáncer de la médula ósea en mayo del 2016.

## Clubes
| Club             | País     | Año         |
| ---------------- | -------- | ----------- |
| San Lorenzo      | Paraguay | 2000        |
| Libertad         | Paraguay | 2001 - 2004 |
| 3 de Febrero     | Paraguay | 2005        |
| Libertad         | Paraguay | 2006 - 2010 |
| Sol de América   | Paraguay | 2010        |
| Olimpia          | Paraguay | 2011        |
| Sportivo Luqueño | Paraguay | 2012        |
| San Lorenzo      | Paraguay | 2013        |
| 12 de Octubre    | Paraguay | 2014 - 2015 |

## Palmarés
| Título               | Club     | País     | Año  |
| -------------------- | -------- | -------- | ---- |
| Campeonato Paraguayo | Libertad | Paraguay | 2002 |
| Campeonato Paraguayo | Libertad | Paraguay | 2003 |
| Campeonato Paraguayo | Libertad | Paraguay | 2006 |
| Campeonato Paraguayo | Libertad | Paraguay | 2007 |
| Torneo Apertura      | Libertad | Paraguay | 2008 |
| Torneo Clausura      | Libertad | Paraguay | 2008 |
| Torneo Clausura      | Olimpia  | Paraguay | 2011 |